# Долгая (пещера)
Долгая — пещера, расположенная в Сочинском районе Краснодарского края, входит в Воронцовскую систему пещер.
Вход в Долгую находится в карстовой воронке. Пещера начинается несколькими скальными уступами высотой 1,5—2 м (все проходятся лазанием). Затем нужно преодолеть невысокий (0.5 м), но обводненный короткий лаз. Далее ход расширяется, и туристы попадают в огромный коридор длиной 1476 м, по дну которого идет чистый мощный поток. Постепенно ход спускается на глубину 90 м. Вода из пещеры по непроходимым трещинам уходит в пещеру Кабанья.